# 田中末吉
田中 末吉（たなか すえきち、1905年1月22日 - 没年不明）は、日本の柔道家（講道館8段）。
戦前の明治神宮大会柔道競技で優勝したほか全日本選士権大会でも優勝2度、準優勝2度の成績を誇り、戦後は神奈川県警察の柔道師範を務めた。

## 経歴
福岡県出身。幼少時より柔道の修業に励み、1926年10月に当時大日本武徳会2段位の田中は第2回福岡・熊本対抗試合に福岡県メンバーの1人として選抜され、熊本方の福田忠3段を掬投で降して続く原虎彦3段とは引き分けた。翌27年1月の第3回対抗試合では長曽我部静4段と引き分け、2月に講道館の3段に編入されて同年10月には4段を許された。
最終学歴は中学中途退学だが1928年3月に長崎刑務所の看守部長および柔道教師に着任し、県立諫早中学校（現・県立諫早高校）の柔道教授を嘱託。同年7月には大日本武徳会の精錬証を受けて1932年1月に講道館の5段に列せられた。
永岡秀一や佐村嘉一郎両10段のほか名人・西文雄を生涯の師と仰ぎ、身長160cm・体重65kgの小柄な体格ながら大外刈や跳腰を得意としていた。
その後神奈川県に移り住んで神奈川県警察部柔道助教に身を転じた田中は1933年10月に開催された第7回明治神宮大会の一般府県選士の部に神奈川代表として出場し、予選リーグ戦では兵庫の山本正信5段と同点となって代表決定戦でこれを破り、決勝リーグ戦に進出。長野の後藤三郎5段、石川の山下英雄5段、静岡の高田貞治5段に田中を加えた4人で争われた決勝リーグ総当り戦で田中は2勝1分の成績を収めて優勝を果たした。なお、この大会での田中の成績は予選と決勝戦とを合わせて7試合5勝2分（山本との代表決定戦を除く）であったが、5勝の決まり技全てが田中の代名詞とも言える跳腰であった点は特筆される。
1934年5月に柔道教士号を拝命すると、同年11月の第4回全日本選士権大会では最高峰の専門壮年前期の部に出場し、初戦で伊藤主税5段、2回戦で荒井一三5段を相手にそれぞれ優勢勝を収め、決勝戦では体格で遥かに上回る武専の伊藤徳治5段（身長184cm・体重95kg）にも優勢勝をして選士権を獲得し、柔道日本一となった。
1935年10月の第5回全日本選士権大会では年齢の関係で専門壮年後期の部に出場して初戦で朝鮮の豪傑・古沢勘兵衛6段を相手に優勢でこれを降し、2回戦では熊本県の山根英師6段に不戦勝で決勝勝へ進出。決勝戦で山本正信5段と相対すると激戦の末に最後は山本得意の跳巻込に屈した。なお、この大会の専門成年前期の部では師匠の西文雄6段が優勝を果たしており、大会2連覇と師弟揃っての優勝という快挙を目前にして逃した田中は無念やり方なしという面持ちであったという。
| 段位 | 年月日         | 年齢 |
| ---- | -------------- | ---- |
| 入門 | 不詳           |      |
| 初段 | -              |      |
| 2段  | -              |      |
| 3段  | 1927年2月16日  | 22歳 |
| 4段  | 1927年10月31日 | 22歳 |
| 5段  | 1932年1月10日  | 26歳 |
| 6段  | 1936年2月22日  | 31歳 |
| 7段  | 1939年6月15日  | 34歳 |
| 8段  | 1948年5月4日   | 43歳 |

1936年11月の第6回全日本選士権大会では雪辱を誓って専門壮年後期の部に出場し、初戦で富山の強豪・羽田泰文6段に優勢勝、2回戦で朝鮮の井上藤一6段を合技で破って決勝戦に進出を果たした。ここで山本と再び相見えると、前年にも勝る激戦を展開した両者は3回の延長まで戦っても優劣を決せず、2回目の延長戦での山本の小内刈を判断材料として栄冠は再び山本の手に。磯貝一主審のこの裁定には田中もさすがに不満が残ったようで「こんなバカな判定があるものか」と憤慨し、試合後には山本に対し「来年は立派に決着を付けよう」と誓っている。
1937年10月の第7回選士権では、山本が支那事変に応召されていて再戦の約束は果たせなかったが、それでも田中は初戦で福島の樋口朝之助4段をあっさりと左跳腰で宙に舞わせ、2回戦も石川の岩井美良5段を跳腰で破って、決勝戦では田中と同様に跳腰の名手と言われた楠力5段との争いに。両者激しい攻防の末に田中の優勢勝となり、ライバル・山本の不在ながら終に全日本2度目の優勝を成し遂げた。このほか田中の主な試合歴としては、1940年の東西外地三対抗試合にて優勝した記録が残っている。
戦前の全日本選士権大会の専門選士の部での優勝回数を振り返ると、3回優勝が柔道王・木村政彦（全て壮年前期）ただ1人で、2回優勝も“不敗の牛島”と謳われた牛島辰熊（いずれも壮年前期）と古沢勘兵衛（壮年前期、同後期1度ずつ）、相撲出身の須藤金作（壮年後期、成年前期1度ずつ）、山本正信（いずれも壮年後期）に田中を加えた5人のみである。
なかでも田中が1934年に優勝した専門壮年前期の部は柔道を生業とする20歳代の血気盛んな若者のみで争われる事もあって事実上の日本一決定戦とされ、戦後に例えれば体重無差別の全日本選手権大会の格式に位置する優勝試合であるが、体重70kgに満たない小躯でこの部を制したのは田中だけであった。全日本選手権で最軽量優勝とされる岡野功と関根忍でさえ共に体重80kgであった事を考えれば、田中は史上最軽量の全日本王者であったと言える。
このように柔道家として特に秀でた実績を残した田中は、1939年6月に7段位を、戦後は1948年5月に8段位を講道館より許され、神奈川県警察柔道師範として永く後進指導の任に当たった。